# Nokia 2680 Slide
Le Nokia 2680 (slide) est un téléphone mobile produit par Nokia et sorti le 3 septembre 2008.

## Caractéristiques
- Lecteur audio supportant les fichiers : MP3, MP4, AAC, AAC+, eAAC+, H.263, H.264
- Mémoire Interne : 32 Mio
- Appareil photo VGA (640 × 480 pixels)
- Lecteur-Enregistreur vidéo intégré
- Bibande GSM / EDGE : 900–1 800 MHz
- Microphone intégré
- Haut-parleur stéréo
- Wi-Fi : non
- Radio FMstéréo
- Écran : 128 × 160 pixels
- 16,7 millions de couleurs
- Bluetooth version 2.0
- Navigateur Web GPRS
- WAP 2.0
- EDGE: Multi-slot classe 6

## Autonomie
- En veille : 419 heures
- En communication : jusqu’à 3,43 heures

## Dimensions
- 106,4 × 43,6 × 11,7 mm
- Poids : 94,5 g
- Volume : 61,79 cm3

## Sources
- Nokia.fr
- (en) Nokia 2680 Slide Specs